# Бейчуань-Цянський автономний повіт
31°49′48″ пн. ш. 104°27′26″ сх. д. / 31.82988° пн. ш. 104.45717° сх. д.
Бейчуань-Цянський автономний повіт (кит. 北川羌族自治县, пін. Bĕichuān Qiāngzú Zìzhìxiàn) — один із повітів КНР у складі префектури Мяньян, провінція Сичуань. Адміністративний центр — містечко Юнчан.

## Географія
Бейчуань-Цянський автономний повіт лежить між хребтами Чапіншань і Лунменьшань.

### Клімат
Повіт знаходиться у зоні, котра характеризується вологим субтропічним кліматом. Найтепліший місяць — липень із середньою температурою 25,3 °C. Найхолодніший місяць — січень, із середньою температурою 5,5 °С.
| Клімат повіту Бейчуань-Цян                         | Клімат повіту Бейчуань-Цян | Клімат повіту Бейчуань-Цян | Клімат повіту Бейчуань-Цян | Клімат повіту Бейчуань-Цян | Клімат повіту Бейчуань-Цян | Клімат повіту Бейчуань-Цян | Клімат повіту Бейчуань-Цян | Клімат повіту Бейчуань-Цян | Клімат повіту Бейчуань-Цян | Клімат повіту Бейчуань-Цян | Клімат повіту Бейчуань-Цян | Клімат повіту Бейчуань-Цян | Клімат повіту Бейчуань-Цян |
| Показник                                           | Січ.                       | Лют.                       | Бер.                       | Квіт.                      | Трав.                      | Черв.                      | Лип.                       | Серп.                      | Вер.                       | Жовт.                      | Лист.                      | Груд.                      | Рік                        |
| Середній максимум, °C                              | 9,3                        | 11,7                       | 16,3                       | 22,1                       | 25,9                       | 28,3                       | 30                         | 29,5                       | 24,7                       | 20                         | 15,5                       | 10,6                       | 20,3                       |
| Середня температура, °C                            | 5,5                        | 7,8                        | 12                         | 17,1                       | 20,8                       | 23,5                       | 25,3                       | 24,8                       | 20,8                       | 16,4                       | 11,8                       | 6,8                        | 16,1                       |
| Середній мінімум, °C                               | 2,8                        | 5                          | 8,8                        | 13,3                       | 17                         | 20                         | 22                         | 21,6                       | 18,4                       | 14,2                       | 9,4                        | 4,3                        | 13,1                       |
| Норма опадів, мм                                   | 8.3                        | 11.6                       | 24.2                       | 48.7                       | 94.7                       | 123.9                      | 319.8                      | 329.8                      | 178.4                      | 73.1                       | 21.1                       | 6.2                        | 1239.8                     |
| Вологість повітря, %                               | 75                         | 74                         | 71                         | 70                         | 69                         | 74                         | 78                         | 79                         | 84                         | 83                         | 81                         | 77                         | 76                         |
| -------------------------------------------------- | -------------------------- | -------------------------- | -------------------------- | -------------------------- | -------------------------- | -------------------------- | -------------------------- | -------------------------- | -------------------------- | -------------------------- | -------------------------- | -------------------------- | -------------------------- |
| Джерело: Дані метеостанції №56194 (КНР, 1991-2020) |                            |                            |                            |                            |                            |                            |                            |                            |                            |                            |                            |                            |                            |